# Ellwangen (Jagst)
Ellwangen (Jagst) (in alemanno Ellwãng) è una città tedesca di 25 678 abitanti situata nel land del Baden-Württemberg.
Il suo territorio è bagnato dal fiume Jagst.
Storicamente fu, fino all'Ottocento un principato ecclesiastico della locale abbazia. L'abbazia poi Prepositura di Ellwangen fu una giurisdizione ecclesiastica cattolica indipendente (abbazia nullius) e prima sede del Vicariato apostolico del Wurttemberg (oggi diocesi di Rottenburg-Stoccarda). La chiesa abbaziale fu arricchita nel Settecento ed è dal 1964 basilica minore per decreto di Paolo VI, mentre il resto del complesso divenne un castello per Gerolamo Bonaparte (ex sovrano del Regno di Vestfalia e marito di Caterina di Württemberg), oggi ridotto a ostello per la gioventù e museo.

## Monumenti e luoghi d'interesse
- La chiesa evangelica di Ellwangen: la volta di questa chiesa tardo-barocca, risalente al 1724, è stata affrescata dal pittore tedesco Christoph Thomas Scheffler.

## Amministrazione

### Gemellaggi
- Abbiategrasso[2]
- Langres[3]